# جون هولبرووك
جون هولبرووك (بالإنجليزية: John Holbrook)‏ هو قسيس بريطاني، ولد في 14 يونيو 1962.